# Позаненко, Василий Васильевич
Василий Васильевич Позаненко (укр. Василь Васильович Позаненко; 1912 — после 1985 года) — советский и партийный деятель. Первый секретарь Кировоградского областного комитета КП(б) Украины (1950—1952).

## Биография
Родился в 1912 году, окончил Партийную школу при ЦК КП(б) — КП Украины (1952—1955). Работал заведующий Петровским районным финансовым отделом (Днепропетровская — Николаевская область) (1935—1938).
Участник Великой Отечественной войны
Заместителем председателя Исполнительного комитета Кировоградского областного Совета по государственному обеспечению (1946—1947)
Был Первым секретарем Онуфриевского районного комитета КП(б) Украины (Кировоградская область) (1947—1949).
1-й секретарь Кировоградского областного комитета КП(б) Украины (1950—1952).
В 1955 года — начальник Управления руководящих кадров Министерства сельского хозяйства Украинской ССР
С 1955 года заместитель министра сельского хозяйства Украинской ССР.
Депутат Верховного совета СССР 3 созыва.